# Atlantic (Virginia)
Atlantic es un lugar designado por el censo situado en el condado de Accomack, Virginia  (Estados Unidos). Según el censo de 2010 tenía una población de 862 habitantes.

## Demografía
Según el censo de 2010, Atlantic tenía una población en la que el 64,5% eran blancos; el 32,7% afroamericanos; el 0,9% eran indios americanos y nativos de Alaska; el 0,6% eran asiáticos; el 0,0% hawaianos y otros isleños del Pacífico; el 0,0% de otra raza, y el 1,3% a partir de dos o más razas. El 1,6% del total de la población eran hispanos o latinos de cualquier raza.